# Česká Čermná
Česká Čermná – gmina w Czechach, w powiecie Náchod, w kraju hradeckim. Według danych z dnia 1 stycznia 2014 liczyła 516 mieszkańców.
.